# Luftangriffe auf Wilhelmshaven
Während des Zweiten Weltkriegs flogen die Westalliierten 102 Luftangriffe auf Wilhelmshaven, davon waren 16 sogenannte Großangriffe. Zwei Drittel der Gebäude der Stadt wurden dabei zerstört. Aufgrund der zahlreichen (bereits vor dem Krieg erbauten) Luftschutzbunker starben dabei nur 435 Menschen. Wilhelmshaven war die erste deutsche Großstadt, die Ziel britischer Luftangriffe im Zweiten Weltkrieg wurde.

## Angriffe
Den ersten Luftangriff auf Wilhelmshaven flog die britische Luftwaffe (RAF) am 4. September 1939; er richtete nur geringe Schäden an. Am 18. Dezember 1939 unternahm die RAF einen weiteren Luftangriff auf Wilhelmshaven.
Die Luftwaffe flog ihren ersten radargeleiteten Abfangeinsatz gegen 22 britische Bomber und schoss über der Deutschen Bucht 12 von 22 Vickers-Wellington-Bombern der RAF ab.
In der Nacht vom 28. Dezember auf den 29. Dezember 1941 flogen RAF-Bomber gleichzeitig Angriffe auf die Städte Wilhelmshaven, Hüls (Stadtteil von Marl) und Emden.
Am 27. Januar 1943 wurde Wilhelmshaven als erste deutsche Stadt von Bomberverbänden der USAAF angegriffen. Flugzeuge des 369. und des 306. US-Bombergeschwaders griffen tagsüber Hafenanlagen und Lagerhäuser an. Im Dokumentarfilm The Memphis Belle: A Story of a Flying Fortress wird u. a. dieser Angriff dokumentiert.
Am 15. Oktober 1944 wurde das alte Wilhelmshaven, insbesondere die dicht bewohnte Innenstadt, bei einem RAF-Nachtangriff fast völlig zerstört. Der letzte Luftangriff erfolgte am 30. März 1945.

## Gedenkstätte
Die meisten Luftkriegstoten wurden in Reihengräbern auf dem städtischen Friedhof in Aldenburg beigesetzt. Dort erinnert seit 1978 ein Mahnmal an die zivilen Bombenopfer der Stadt.